# Janusz Olech
Pour les articles homonymes, voir Olech.
Janusz Roman Olech , né le 4 avril 1965 à Varsovie, est un escrimeur polonais pratiquant le sabre.

## Palmarès
- Jeux olympiques
  -  Médaille d'argent au sabre individuel aux Jeux olympiques de 1988 à Séoul
- Championnats du monde d'escrime
  -  Médaille d'argent au sabre par équipes aux Championnats du monde d'escrime 1986 à Sofia
- Championnats de Pologne d'escrime
  - Champion national de sabre à 5 reprises (1986, 1988, 1991, 1995 et 1996)